# Biston fumosaria
Biston fumosaria là một loài bướm đêm trong họ Geometridae.